# Lee Ha-na
Lee Ha-na (23 de septiembre de 1982) es una actriz y cantante surcoreana. 

## Biografía
Lee nació en Irwon bon-dong, Distrito Gangnam, Seúl. Su padre Lee Dae-heon es un compositor, conocido por la leyenda del folk rock Kim Kwang-seok y la canción Become Dust ("Convertirse en polvo").
En 2008 se graduó de la facultad de Música de la Universidad Dankook (Cheonan) con un grado en Musicología.

## Carrera
Debutó como actriz en Alone in Love (2006), y desde entonces ha protagonizado Women of the Sun (2008), Triple (2009), The Fair Love (2010), R2B: Return to Base (2012), High School King of Savvy (2014), Unkind Ladies (2015), The Exclusive: Beat the Devil's Tattoo (2015) y Voice (2017), y fue la presentadora del programa de música Lee Ha-na's Peppermint  de 2008 a 2009.
En marzo de 2020 se unió al elenco principal de la serie A Piece of Your Mind (también conocida como "Half of Half") donde dio vida a Moon Soon-ho, una jardinera que ha dedicado toda su vida a mantener el jardín de Moon Ha-won (Jung Hae-in).

## Filmografía

### Serie de televisión
| Año     | Título                     | Papel                    | Canal | Ref.  |
| ------- | -------------------------- | ------------------------ | ----- | ----- |
| 2006    | Alone in Love              | Yoo Ji-ho                | SBS   |       |
| 2007    | When Spring Comes          | Moon Jae-ri              | KBS2  |       |
| 2007    | Merry Mary                 | Hwang Me-ri              | MBC   |       |
| 2008    | Women of the Sun           | Yoon Sa-wol              | KBS2  |       |
| 2009    | Triple                     | Choi Soo-in              | MBC   |       |
| 2014    | High School King of Savvy  | Jung Soo-young           | tvN   |       |
| 2015    | Unkind Ladies              | Jung Ma-ri               | KBS2  |       |
| 2015    | Oh My Ghost                | radio DJ (cameo)         | tvN   |       |
| 2015    | Drama Special: Fake Family | Kim Eun-soo              | KBS2  |       |
| 2017    | Voice                      | Kang Kwon-joo            | OCN   |       |
| 2018    | Mistress                   | Mujer Misteriosa (cameo) | OCN   |       |
| 2018    | Voice 2                    | Kang Kwon-joo            | OCN   |       |
| 2019    | Voice 3                    | Kang Kwon-joo            | OCN   |       |
| 2020    | A Piece of Your Mind       | Moon Soon-ho             | tvN   |       |
| 2021    | Voice 4                    | Kang Kwon-joo            | OCN   |       |
| 2022-23 | Three Bold Siblings        | Kim Tae-joo              | KBS2  | [ 4 ] |

### Cine
| Año  | Título                                 | Rol                 |
| ---- | -------------------------------------- | ------------------- |
| 2007 | Le Grand Chef                          | Jin-su              |
| 2010 | The Fair Love                          | Nam-eun             |
| 2012 | R2B: Return to Base                    | Capitana Oh Yoo-jin |
| 2015 | The Exclusive: Beat the Devil's Tattoo | Soo-jin             |
| 2018 | Summer Vacation                        | Jung-sun            |
| 2022 | Alien + People                         |                     |

### Presentadora
| Año  | Programa                 | Notas            |
| ---- | ------------------------ | ---------------- |
| 2018 | 54th Baeksang Arts Award | junto a Kwon Yul |